# Parco dei Sette Fratelli - Monte Genis
Il parco regionale dei Sette Fratelli - Monte Genis, su cungiau regionali de Is Setti Fradis - Monti Genis in sardo, con i suoi 58,846 ettari di estensione, è tra i più estesi parchi della Sardegna.
Il parco si estende a sud-est della provincia di Cagliari e interessa nove comuni. Occupa parte del Sarrabus e del Campidano di Cagliari. È una zona poco abitata; l'unico centro abitato di tutto il parco è Burcei, che risulta completamente circondato dal parco. La strada principale che attraversa il parco è la Strada statale 125 Orientale Sarda.
Quasi tutti i monti del parco non raggiungono i 1000 metri d'altezza. Le uniche montagne che superano questa quota sono il monte Serpeddì, un monte aguzzo che domina il basso Campidano e il golfo degli Angeli, che tocca i 1069 metri d'altezza, e punta Sa Ceraxa uno dei Sette Fratelli, che raggiunge i 1016 metri.
Nel parco scorrono diversi ruscelli che poi danno vita ad alcuni corsi d'acqua di media importanza con una portata maggiore, come per esempio il rio Su Pau che sfocia nel territorio di Quartu Sant'Elena in località Flumini.

## Flora e fauna
Le montagne sono ricoperte per la maggior parte da macchia mediterranea, composta principalmente da leccio, sughera, lentisco, corbezzolo, viburno.
Queste montagne sono l'habitat naturale del cervo sardo (Cervus elaphus corsicanus), sottospecie del cervo europeo, che qui è presente in gran numero, grazie alle azioni mirate per la sua protezione e conservazione portate avanti dall’Ente foreste della Sardegna. Al censimento del 2007 sono risultati presenti circa 2140 esemplari. 

Il daino, che è un competitore alimentare del cervo, vive in apposite aree recintate. Altri mammiferi presenti sono il cinghiale, il  gatto selvatico, la martora.  Il muflone, reintrodotto nel 1987 sul Monte Genis, sta aumentando di numero.

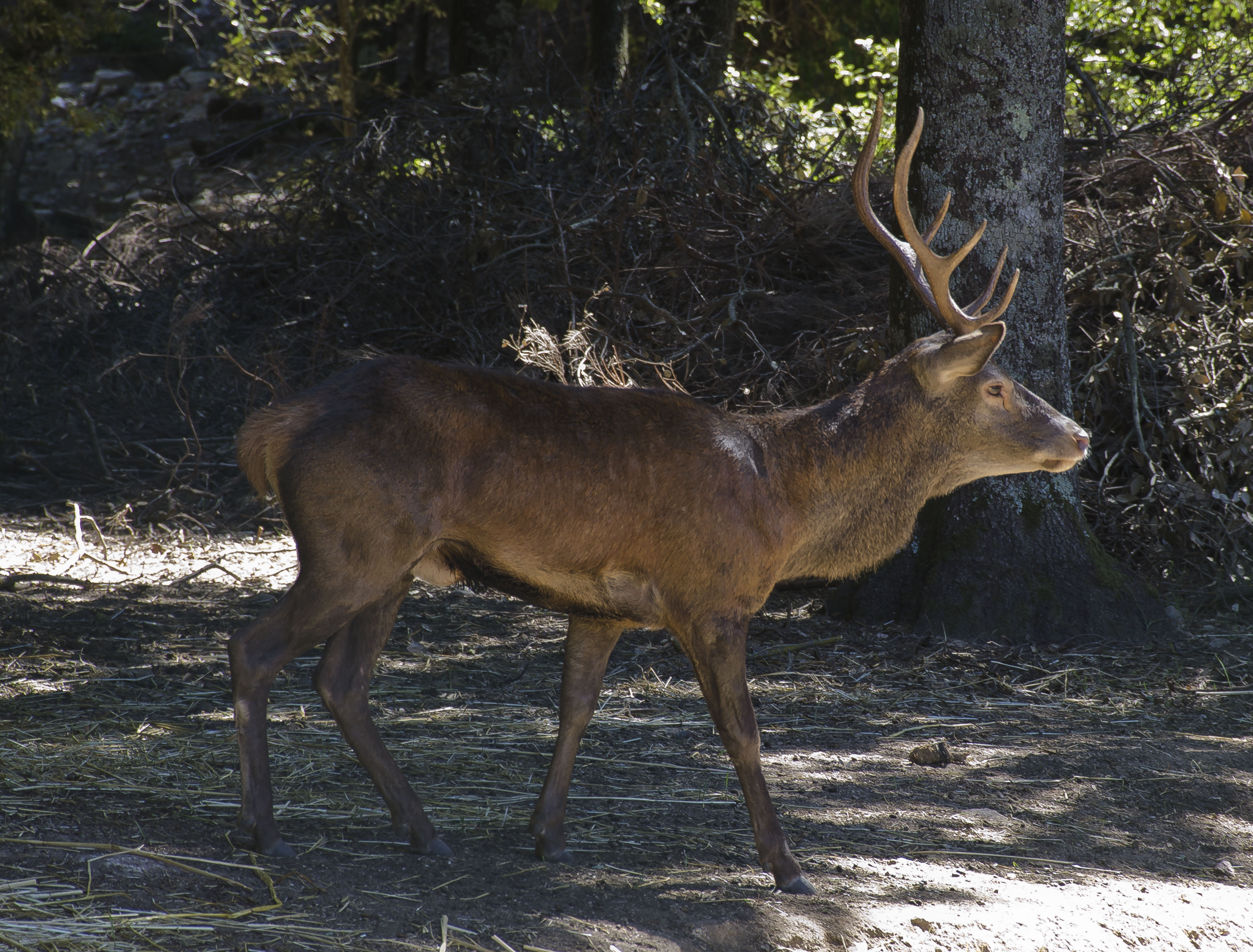
Cervo sardo

Nel parco vivono anche cinque coppie di aquile reali. 